# Komenda Saint-Jacques-du-Haut-Pas

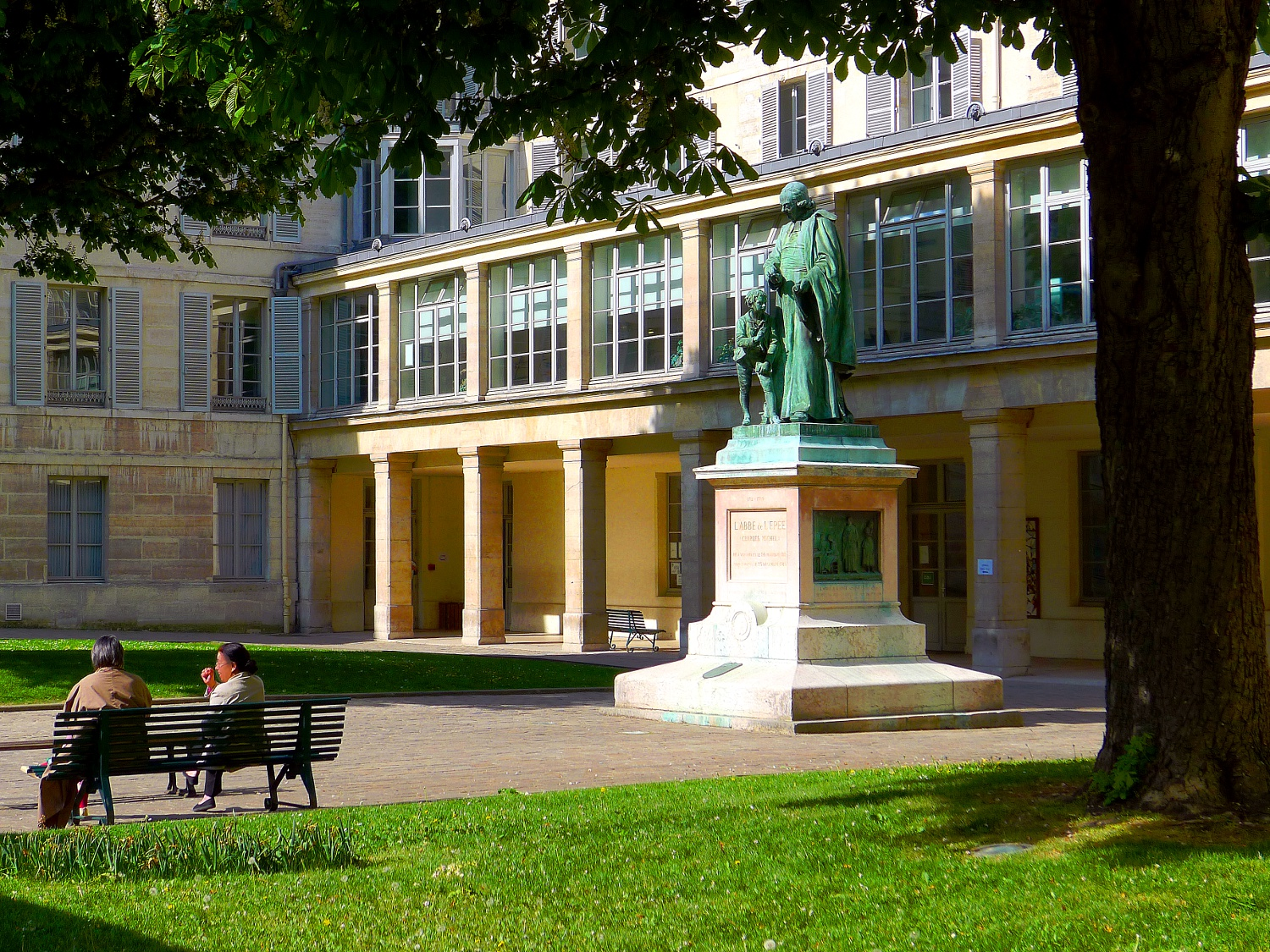
Národní ústav mladých neslyšících na místě bývalé komendy

Komenda Saint-Jacques-du-Haut-Pas (francouzsky Commanderie Saint-Jacques-du-Haut-Pas) je bývalá komenda rytířského a špitálního řádu sv. Jakuba z Altopascia v Paříži. Nacházela v ulici Rue Saint-Jacques v 5. obvodu. Dnes se z ní dochoval především kostel Saint-Jacques-du-Haut-Pas.

## Historie
Pozemek, na kterém dnes stojí kostel, patřil od roku 1180 řádovým bratřím sv. Jakuba z Altopascia v Toskánsku. Původ názvu du-Haut-Pas pochází ze zkomoleného názvu vesnice Altopascio. Řád byl v polovině 12. století založen na podporu poutníků, kterým nabízel ubytování a případně lékařskou péči. Pařížská komenda ležela na svatojakubské cestě z Paříže do Santiaga de Compostela.
I když řád v roce 1459 rozpustil papež Pius II., několik bratří se rozhodlo zde zůstat a provozovali dál špitál. Od roku 1554 sloužil špitál k léčbě zraněných královských vojáků.
V roce 1572 Kateřina Medicejská zabrala pro svůj nový palác Hôtel de Soissons pozemky kláštera Filles Pénitentes a řeholnice se usídlily ve špitálu v Rue Saint-Jacques, kde ještě působili dva poslední bratři.
V následujících letech v budově působil klášter Saint-Magloire, poté kongregace oratoriánů, kteří zde v roce 1620 otevřeli svůj kněžský seminář. Ten byl za Velké francouzské revoluce zrušen a v roce 1794 v něm byl zřízen ústav pro hluchoněmé, který zde dodnes působí pod názvem Institut national de jeunes sourds de Paris (Národní ústav mladých neslyšících) jako specializované vzdělávací zařízení.